# Hyundai Atos
Der Hyundai Atos ist ein Kleinstwagen des koreanischen Autoherstellers Hyundai Motor Company, der ursprünglich als Kia Visto von Kia Motors auf den südkoreanischen Markt gebracht wurde. Dieser wurde von Anfang 1998 bis Frühjahr 2002 sowie von Anfang 2004 bis Anfang 2008 in einer leicht überarbeiteten Version als Hyundai Atos und Atos Prime in Europa verkauft.
Nachfolger in Europa ist der Hyundai i10.
Die erste Generation des Visto wurde in Pakistan zwischen 2000 und 2004 (oder später) von Dewan Farooque Motors als Hyundai Santro produziert. In Mexiko wurde der Atos Prime als Dodge Atos vertrieben. In Südkorea und Indonesien wird das Modell weiterhin als Kia Visto angeboten.

## Atos (1997–2002)
Der Kia Visto der ersten Generation wurde seit Herbst 1997 produziert und ab Anfang 1998 als Hyundai Atos in Deutschland verkauft. Es war eine praktische und relativ große Minivan-Version, an der sich der Opel Agila weitgehend angelehnt hat.

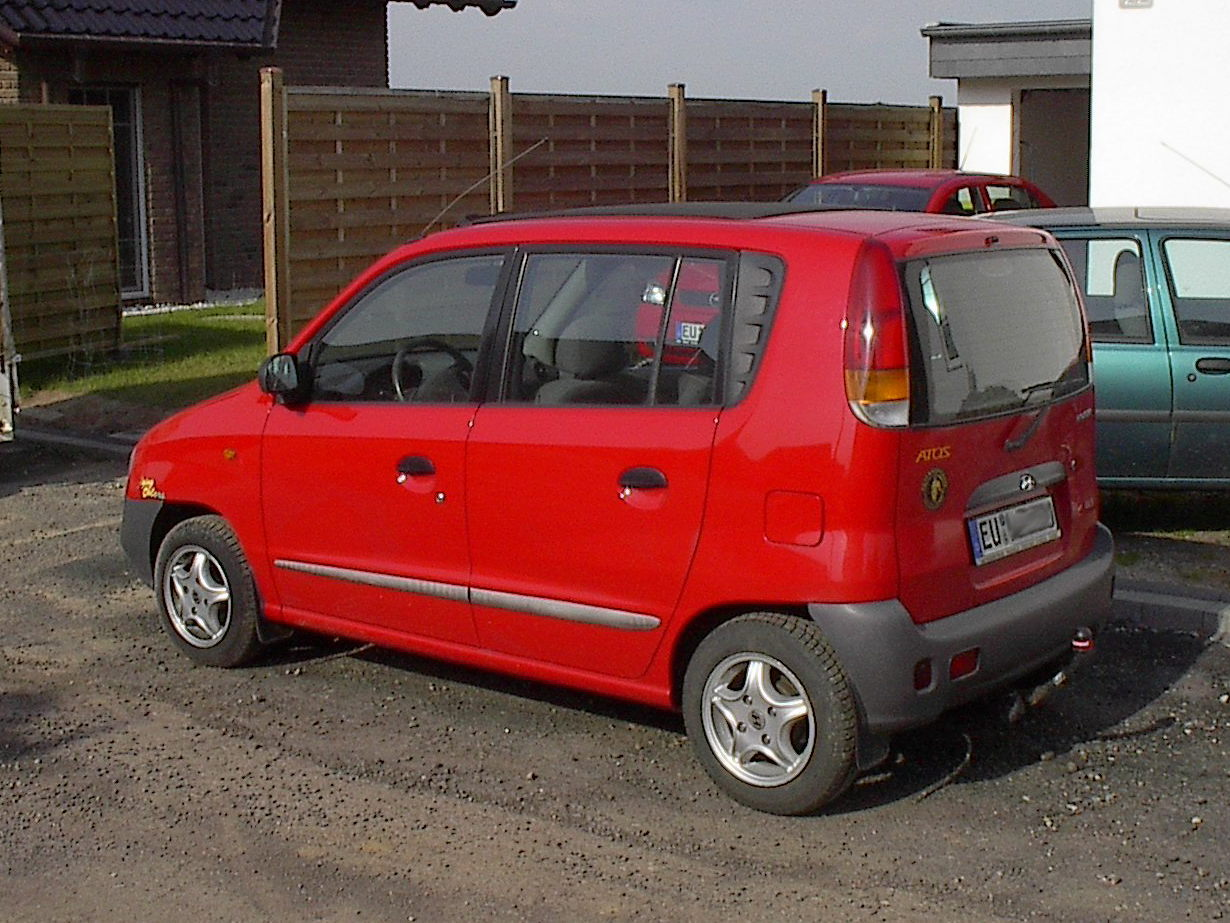
Hyundai Atos als Sondermodell Sky

## Atos Prime (1999–2002)
Das Modell, das ab Sommer 1999 in Europa als Hyundai Atos Prime vermarktet wurde, hat eine schräge Heckklappe und ist nicht mehr so geräumig wie der ursprüngliche Atos (Minivan). Es handelte sich dabei um einen modifizierten Kia Vista I. Der Verkauf des Atos (ca. 23.000 verkaufte Einheiten von Atos und Atos Prime in Deutschland binnen vier Jahren) in Europa wurde im Frühjahr 2002 eingestellt, da in diesem Jahr sein eigentlicher Nachfolger, der Hyundai Getz, auf dem europäischen Markt eingeführt wurde.

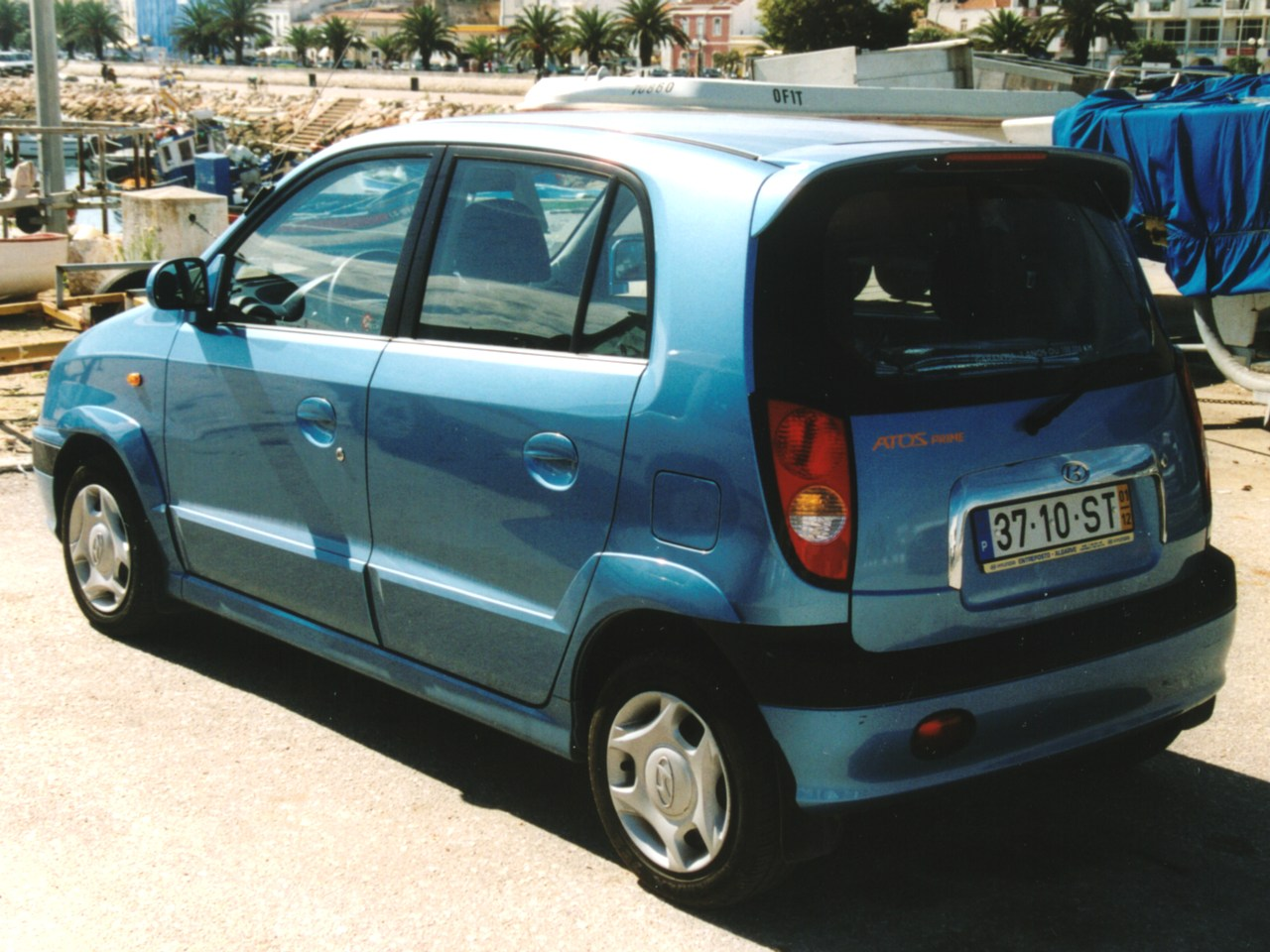
Heck des Atos Prime

Da letzterer aber in allen Außenmaßen kräftig zugelegt hatte (Länge 3,82 m; entspricht einer Zunahme von 25 cm) und somit eine andere Klientel ansprach, fragten viele Interessenten nach einem kleineren, unterhalb des Getz positionierten Kleinstwagen. Hyundai trug diesem Umstand Anfang 2004 in Form des Atos der dritten Generation Rechnung.

## Atos Prime (2004–2008)
Seit März 2004 wurde der Atos der dritten Generation in Europa verkauft. Auch hierbei handelte es sich um einen Kia Visto, allerdings in zweiter Auflage.
Der Hyundai Atos wurde wie sein Vorgänger in Indien von der Hyundai Motor India Ltd. hergestellt und ist dort unter dem Namen Santro Xing bekannt.
Der Atos III unterscheidet sich sowohl technisch als auch optisch nur geringfügig von der zweiten Generation. Vor allem die geänderten Leuchteinheiten an Front und Heck in Klarglasoptik weisen auf den Nachfolger hin.
Dass es sich folglich eher um ein Facelift handelte, bei welchem ein neuer Motor (1,0 l durch 1,1 l ersetzt) Einzug hielt, ist auf die Tatsache zurückzuführen, dass Hyundai die oben beschriebene Nachfrage möglichst kostengünstig befriedigen wollte.

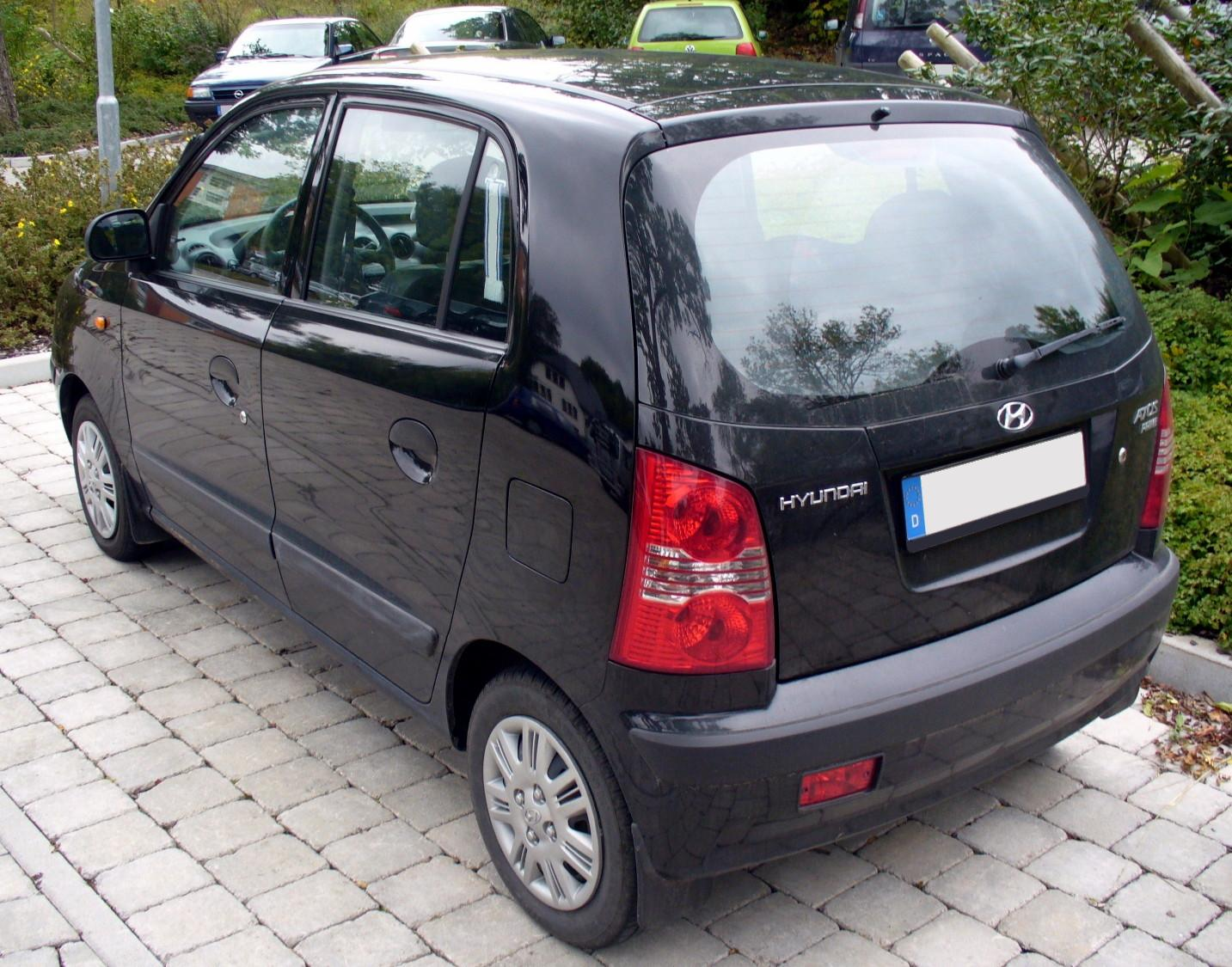
Heck des Atos Prime

Der Hyundai Atos verfügte nun in der Einstiegsvariante mit dem aus dem Picanto der Schwestermarke Kia Motors bekannten und ab dem Modelljahrgang 2006 46 kW (63 PS) (vorher 43 kW (59 PS)) starken 1,1-Liter-Vierzylinder-Benzinmotor mit 12 Ventilen (drei pro Zylinder) über einen im Vergleich zum Vorgänger deutlich moderneren Motor, über ABS mit elektronischer Bremskraftverteilung, Fahrerairbag, Servolenkung, Wegfahrsperre sowie Zentralverriegelung. Die Comfort-Version enthält zusätzlich einen Beifahrer-Airbag, elektrische Fensterheber vorne, Lautsprecher in der Hutablage sowie in Wagenfarbe lackierte Außenspiegel und Türgriffe. Ein ESP wurde zu keinem Zeitpunkt angeboten. Der Kofferraum des Atos hat ein Volumen von 263 l. Der angegebene Durchschnitts- oder Normalverbrauch beträgt 5,5 l/100 km, der CO2-Ausstoß 131 g/km. Aufgrund seiner besonderen Form und der hohen Sitzposition wird der Hyundai Atos bisweilen auch als Micro-Van bezeichnet.
Anfang 2008 wurde die Produktion des Atos zu Gunsten des neuen i10 eingestellt.
Der Kia Visto wird jedoch weiterhin in Südkorea und anderen asiatischen Märkten angeboten.

## Zulassungszahlen in Deutschland
Die aufgeführten Zulassungszahlen in der Bundesrepublik Deutschland können erst seit 1999 je Modellreihe angegeben werden, sodass die erste Generation nicht vollständig abgebildet werden kann. Seit 1999 bis einschließlich Dezember 2008 wurden insgesamt 48.732 Hyundai Atos neu zugelassen. Mit 8.711 Einheiten war 2006 das erfolgreichste Verkaufsjahr.
|  |

|  |

|  |

|  |

|  |

|  |

|  |

|  |

|  |

|  |

|  |

|  |

|  |

|  |

|  |

|  |

|  |

|  |

|  |

|  |

|  |

|  |

|  |

|  |

|  |

|  |

|  |

|  |

|  |

|  |

|  |

|  |

|  |

|  |

|  |

|  |

|  |

|  |

|  |

|  |

|  |

|  |

|  |

|  |

|  |

|  |

|  |

|  |

|  |

|  |

|  |

|  |

|  |

|  |

|  |

|  |

|  |

|  |

|  |

|  |

|  |

|  |

|  |

|  |

|  |

|  |

|  |

|  |

|  |

|  |

|  |

|  |

|  |

|  |

|  |

|  |

|  |

|  |

|  |

|  |

|  |

|  |

|  |

|  |

|  |

|  |

|  |

|  |

|  |

|  |

|  |

|  |

|  |

|  |

|  |

|  |

|  |

|  |

|  |

|  |

|  |

|  |

|  |

|  |

|  |

|  |

|  |

|  |

|  |

|  |

|  |

|  |

|  |

|  |

|  |

|  |

|  |

|  |

|  |

|  |

|  |

|  |

|  |

|  |

|  |

|  |

|  |

|  |

|  |

|  |

|  |

|  |

|  |

|  |

|  |

|  |

|  |

|  |

|  |

|  |

|  |

|  |

|  |

|  |

|  |

|  |

|  |

|  |

|  |

|  |

|  |

|  |

|  |

|  |

|  |

|  |

|  |

|  |

|  |

|  |

|  | Benziner (48.732) |

|  | Benziner (48.732) |